# Hans-Ulrich Ihlenfeld
Hans-Ulrich Ihlenfeld (* 11. Februar 1963 in Polch) ist ein deutscher Politiker (CDU).
Ihlenfeld wuchs seit 1964 in Haßloch auf und besuchte dort die Grundschule, das Abitur absolvierte er am Kurfürst-Ruprecht-Gymnasium Neustadt. Anschließend studierte er Rechtswissenschaft in Passau und Mannheim, gefolgt von einem verwaltungswissenschaftlichen Aufbaustudium an der Hochschule für Verwaltungswissenschaften Speyer. Danach arbeitete er bis 1995 als Rechtsanwalt in Landau und wechselte dann in den sächsischen Staatsdienst.
Ihlenfeld ist seit 1984 Mitglied der CDU. 2003 wurde er zum Bürgermeister der Gemeinde Haßloch gewählt; das Amt trat er im Folgejahr an. 2012 erreichte er seine Wiederwahl. Er wurde Mitglied des Kreistages des Landkreises Bad Dürkheim und der Verbandsversammlung des Verbandes Region Rhein-Neckar. Bei der Wahl zum Landrat des Kreises Bad Dürkheim setzte er sich am 7. April 2013 in einer Stichwahl gegen den SPD-Bewerber Reinhold Niederhöfer durch und wurde damit Nachfolger von Sabine Röhl, die im Dezember 2012 verstorben war. Bei der Direktwahl am 8. November 2020 wurde er mit einem Stimmenanteil von 58,9 % für weitere acht Jahre im Amt bestätigt. Am 6. September 2024 wurde Ihlenfeld als Nachfolger von Theo Wieder zum Vorsitzenden des Bezirkstags der Pfalz gewählt.